# ساموئل لاید
ساموئل لاید (۱۸۲۵ - ۱۸۶۰) نویسنده انگلیسی و مبلغ مذهبی کلیسای انگلستان بود که در دهه ۱۸۵۰ میلادی در سوریه در کنار کار خود یک کتاب پیشرو درباره فرقه علویان (سوریه) نوشته است. در سال ۱۸۵۶، زمانی که وی در طی یک سفر در فلسطین به سر می‌برد، یک گدا را به قتل رساند که باعث برانگیخته شدن ماه‌ها شورش ضد مسیحی در فلسطین شد.

منطقه‌ای در نزدیکی لاذقیه که لاید در آنجا مبلغ مذهبی بود.